# Poverty Bay Rugby Football Union
Maillots
Dernière mise à jour : 26 octobre 2015.
La Poverty Bay Rugby Football Union est une fédération provinciale de rugby à XV néo-zélandaise, basée à Gisborne sur l’Île du Nord. Son équipe fanion participe à la troisième division des compétitions provinciales du pays, le Heartland Championship. 

## Historique
La Poverty Bay RFU est fondé par quatre clubs de la région du nord-est de l’Île du Nord. En 1922, East Coast se détache pour devenir une fédération régionale à part entière. Poverty Bay est considéré comme une des principales fédérations du rugby māori avec Bay of Plenty et East Coast. 

## Palmarès

### Championnat des provinces
- National Provincial Championship (NPC), troisième division : 
  - Vainqueur (2) : 1987, 2004
- Heartland Championship, Lochore Cup : 
  - Vainqueur (4) : 2006, 2007, 2008, 2011.

### Ranfurly Shield
Poverty Bay a tenté à quinze reprises de remporter le Ranfurly Shield, sans succès.
| Année | Adversaire     | Score  |
| 1911  | Auckland       | 29-10  |
| 1913  | Auckland       | 27-3   |
| 1923  | Hawke’s Bay    | 15-00  |
| 1924  | Hawke’s Bay    | 46-10  |
| 1948  | Otago          | 40-00  |
| 1957  | Wellington     | 15-3   |
| 1960  | North Auckland | 24-3   |
| 1968  | Hawke’s Bay    | 21-5   |
| 1978  | Manawatu       | 24-00  |
| 1980  | Auckland       | 19-12  |
| 1990  | Auckland       | 42-03  |
| 1996  | Auckland       | 88-20  |
| 1998  | Auckland       | 121-00 |
| 2004  | Auckland       | 116-03 |
| 2008  | Auckland       | 54-03  |

### All Blacks
Six de ses joueurs ont été sélectionnés pour les All Blacks quand ils jouaient dans un de ses clubs.
- John Collins
- Brian Fitzpatrick
- Ian Kirkpatrick
- Lawrie Knight
- Mike Parkinson
- Richard « Tiny » White